# Gary Smith
Gary Smith (Rhode Island, 28 de março de 1958 – 16 de janeiro de 2023) foi um empreendedor, produtor musical e manager conhecido pelos seus trabalhos de gravação de álbuns de músicos de rock alternativo desde meados da década de 1980 nos Fort Apache Studios.

## Discografia - produção
- Pixies - Come On Pilgrim (1987)
- Throwing Muses - House Tornado (1988)
- Throwing Muses - Hunkpapa (1989)
- Blake Babies - Earwig (1989)
- The Connells - Fun & Games (1990)
- The Chills - Submarine Bells (1990)
- Blake Babies - Sunburn (1990)
- Blake Babies - Rosy Jack World EP (1991)
- The Feelies - Time for a Witness (1991)
- Juliana Hatfield - Hey Babe (1992)
- Juliana Hatfield - Forever Baby (1992)

## Morte
Smith morreu em janeiro de 2023.